# Dendrodoa lineata
Dendrodoa lineata is een zakpijpensoort uit de familie van de Styelidae. De wetenschappelijke naam van de soort is voor het eerst geldig gepubliceerd in 1880 door Traustedt.